# Michele Amato Pojero
Michele Amato Pojero (Palermo, 4 febbraio 1850 – Palermo, 17 febbraio 1914) è stato un politico italiano, senatore del Regno d'Italia nella XVIII legislatura e sindaco di Palermo dal 1897 al 1898.